# Nancy Huston
Nancy Huston (1953, Calgary, Alberta, Canadà) és una escriptora canadenca de llengua francesa i anglesa que viu a França des de la dècada dels setanta.

## Biografia
Arriba a França als 20 anys i fou alumna de Roland Barthes. Participà en el Moviment d'Alliberament de les dones (MLF), període en què escriu assaigs. Després va començar a escriure novel·les com: Les Variations Goldberg al 1981. Amb Cantique des plaines escriu per primera vegada en la seua llengua materna i torna al país d'origen.
Tradueix les seues novel·les del francés a l'anglés. Nancy Huston és també música: toca la flauta i el clavicèmbal. La música ha estat una font d'inspiració per a moltes novel·les seues.
Nancy Huston viu a París amb els seus dos fills. És vídua de Tzvetan Todorov.

## Obra

### Novel·les
- 1981: Les Variations Goldberg
- 1985: Histoire d'Omaya
- 1989: Trois fois septembre
- 1993: Cantique des plaines
- 1994: La Virevolte
- 1996: Instruments des ténèbres
- 1998: L'Empreinte de l'ange
- 1999: Prodige
- 2001: Douce agonie
- 2003: Une adoration
- 2006: Lignes de faille
- 2010: Infrarouge

### Teatre
- 2002: Angela et Marina
- 2009: Jocaste reine
- 2011: Klatch avant le ciel

### Assaig
- 1979: Jouer au papa et à l'amant
- 1980: Dire et interdire: éléments de jurologie
- 1982: Mosaïque de la pornographie
- 1990: Journal de la création
- 1995: Tombeau de Romain Gary
- 1995: Pour un patriotisme de l'ambiguïté
- 1996: Désirs et réalités: textes choisis (1978-1994)
- 1999: Nord Perdu, Douze France
- 2000: Limbes
- 2004: Professeurs de désespoir
- 2004: Âmes et corps : textes choisis (1981-2003)
- 2007: Passions d'Annie Leclerc
- 2008: L'Espèce fabulatrice
- 2012: Reflets dans un œil d'homme

### Correspondència
- 1984: À l'amour comme à la guerre
- 1986: Lettres parisiennes

### Juvenil
- 1992: Véra veut la vérité
- 1993: Daura demandi des détails
- 1998: Els Souliers d'or
- 2011: Ultraviolet

### Discs musicals
- 2000: Pérégrinations Goldberg (amb Freddy Eichelberger (clavicèmbal) i Michel Godard (músic). Naïve Records.
- 2013: Le Mâle entendu (amb Jean-Philippe Viret (b), Édouard Ferlet (p), Fabrice Moreau (d)), Mélisse Productions.

### Sobre literatura
- 2009: Tentative de Renaissance

### Col·laboracions literàries
- 1993: Une enfance d'ailleurs
- 2000: Préface à l'Évangile selon Saint Matthieu
- 2001: Visages de l'aube
- 2007: participació en la traducció de Chants de Jalousie de Göran Tunström
- 2008: Lisières (text), fotografies de Mahiai Mangiuela, Biro éditeur, coll. KB
- 2011: Poser nue (text), sanguines de Guy Oberson, Biro&Cohen éditeurs, coll. KB

### Filmografia
Nancy Huston ha escrit els guions dels films Voleur de vie (1998) i Emporte-moi (1999), pel·lícula en què interpreta el paper de la professora. El 1995 participa en el film de Jean Chaboy Sans raison apparente.